# James Bryant Conant
James Bryant Conant (Dorchester, 26 marzo 1893 – Hanover, 11 febbraio 1978) è stato un chimico statunitense.
Nel 1935 divenne presidente di Harvard e mantenne la cattedra fino al 1953, anche se nel 1941 fu messo a capo del gruppo di ricerca per la bomba atomica. Nel 1955 divenne ambasciatore in Germania Ovest e lo fu fino al 1957.
Fu l'inventore dell'esame d'ammissione all'università SAT (Scholastic Assessment Test).